# L'Île au trésor (film, 2018)
Pour les articles homonymes, voir L'Île au trésor (homonymie).
Pour plus de détails, voir Fiche technique et Distribution.
L'Île au trésor est un long métrage français de Guillaume Brac sorti en salles le 4 juillet 2018.
Le film est un documentaire qui se déroule sur l'île de loisirs de Cergy-Pontoise. Il a été classé no 10 du Top 10 2018 des Cahiers du cinéma.

## Synopsis
Un été sur une île de loisirs en région parisienne. Terrain d’aventures, de drague et de transgression pour les uns, lieu de refuge et d’évasion pour les autres. De sa plage payante à ses recoins cachés, l’exploration d’un royaume de l’enfance, en résonance avec les tumultes du monde.

## Fiche technique
- Titre : L'Île au trésor
- Réalisation : Guillaume Brac
- Musique : Jeong Yong-jin
- Photographie : Martin Rit
- Montage : Karen Benainous
- Production : Nicolas Anthomé
- Société de production : Bathysphere Productions et Ciné+
- Société de distribution : Les Films du Losange (France)
- Pays :  France
- Genre : Documentaire
- Durée : 97 minutes
- Dates de sortie : 
  -  France : 4 juillet 2018